# ماركو باسكولو
ماركو باسكولو (مواليد 9 مايو 1966) هو لاعب كرة قدم. يلعب مع منتخب سويسرا لكرة القدم. سبق له أن لعب في كأس العالم لكرة القدم مع منتخب بلاده.

## مسيرته الكروية
لعب ماركو باسكولو خلال مسيرته الاحترافية مع 6 أندية في تسعة عشر موسمًا وسجل خلالها هدفًا واحدًا ضمن 406 مباراة. حيث فاز في موسمين بالكأس وفي موسم واحد بالدوري.
خاض ماركو باسكولو مسيرته مع نادي سيون في موسم 1984–85 ليلعب معه خمسة مواسم، مشاركًا في 17 مباراة سجل خلالها هدفًا واحدًا. ثم انتقل إلى نادي نوشاتل زاماكس في موسم 1989–90 ولمدة موسمين، حيث شارك في 52 مباراة ولم يسجل أي هدف. لينتقل بعدها إلى نادي سيرفيت في موسم 1991–92 في المرة الأولى ليلعب معه خمسة مواسم ثم في موسم 2002–03 لمدة موسم واحد، مشاركًا طوالها في 203 مباراة ولم يسجل أي هدف أيضًا. ثم انتقل إلى نادي كالياري في موسم 1996–97 لمدة موسم واحد، مشاركًا في 14 مباراة ولم يسجل أي هدف أيضًا. هذا وانتقل لاحقًا إلى نادي نوتينغهام فورست في موسم 1997–98 لمدة موسم واحد، مشاركًا في 5 مباريات ولم يسجل أي هدف أيضًا. ثم انتقل بعدها إلى نادي زيورخ في موسم 1998–99 ليلعب معه أربعة مواسم، مشاركًا في 115 مباراة ولم يسجل أي هدف أيضًا.

## روابط خارجية
- ماركو باسكولو على موقع الاتحاد الدولي (مؤرشف)  (الإنجليزية)
- ماركو باسكولو على موقع قاعدة بيانات كرة القدم.إي يو (الإنجليزية)
- ماركو باسكولو على موقع ناشيونال فوتبول تيمز (الإنجليزية)